# アーカンソー州議会元老院
アーカンソー州議会元老院はアーカンソー州議会の上院である。上院議員は35人で、各議員は人口約83,000人の選挙区を代表する。州議会での職務はパートタイムで、多くの上院議員はそれ以外の期間はフルタイムの仕事をしている。今期の上院議員は共和党29名、民主党6名である。

## 歴史
アーカンソー州議会元老院は、1836年1月30日に批准されたアーカンソー州憲法によって創設された。現在は、1874年に採択されたアーカンソー州の第 5 次憲法および現行憲法によって統治されている。
アメリカ南北戦争後の復興期に、連邦政府は復興法を可決し、アフリカ系アメリカ人に参政権を与えた。多くのアフリカ系アメリカ人がアーカンソー州下院議員となり、少数がアーカンソー州上院議員となった。しかし、アメリカ南部全域で行われたように、民主党が白人至上主義を再び主張し、アフリカ系アメリカ人の投票や公職就任を禁止した。
1947年、アーカンソー州立法審議会は、立法者のためのデータ収集と、立法プロセスを支援するために超党派の専門スタッフで構成される立法調査局を監督するために設立された。審議会は36名の議員で構成され、うち16名が州上院議員である。
1964年、ドラシー・M・アレンはアーカンソー州上院議員に女性として初めて選出された。在任中、アーカンソー州上院で唯一の女性議員であった。
2008年の投票で、通年会期が創設されるまで、議員は2年ごとに会合を開いていた。
1992年、有権者は上院議員の任期制限で、4年任期の2期制を承認した。2014年、両院の任期制限は通算16年に延長された。2020年、有権者は任期を連続12年に変更し、4年間の休会後に再選できるようにする憲法改正を承認した。
この変更は、2020年11月の選挙後に選出された議員にのみ適用される。2020年11月の選挙以前に選出された議員は、連続または非連続で16年間務め、最後の任期満了から4年が経過すると再選することが可能である。

## 権限及び立法過程
上院議員は、下院議員および州知事と協力して、州法の制定と改正を担当する。上院議員は、法案作成者の意図に沿った法案を起草する立法調査局（Bureau of Legislative Research）のスタッフに法案提出依頼を提出することから立法手続きを開始する。法案はその後、上院事務総長または上院事務総長補佐に提出される。
会期中の立法手続きは、米国の他の州議会と同様である。法案は、第1読会で提出され、委員会に割り当てられ、委員会で審査された後、上院の議場で第2読会と第3読会が行われ、反対側の下院に送られた後、再び上院に戻るか、直接知事に提出される。知事には拒否権があるが、上下両院の3分の2以上の賛成があれば拒否権を覆すことができる。
州上院議員は知事の任命を承認する役割も担っており、ア上院議員16名がアーカンソー州立法審議会と合同監査委員会の委員を務めている。アーカンソー州立法審議会は、議員に専門的な支援サービスを提供する立法調査局を監督している。
上院議員の任期は通常4年である。10年ごとの国勢調査の後、すべての上院議員選挙区は、各選挙区の有権者数がほぼ同じになるように再編成される。
区割り変更後、すべての上院議員の役職が次の選挙の投票用紙に記載される。その後、上院議員によるくじ引きが行われ、18人が2年任期、17人が4年任期となる。このように選挙時期をずらすことで、2年ごとに改選されるのは半数だけとなる。
アーカンソー州上院議員の任期を2期4年に制限している任期制限修正案では、改選後に上院議員が引いた2年任期は、議員の任期にカウントされない。2年任期を引き当てた上院議員は、当選時期によっては10年、あるいは12年務めることも可能である。
アーカンソー州憲法 - 第5条 立法部 § 3. 上院
上院は、4年ごとに、いくつかの選挙区の有資格選挙人によって選ばれる議員によって構成される。上院
の最初の会期において、上院議員はくじ引きによって2つのグループに分けられ、最初のグループは2年
間だけその地位を保持し、その後は全員が4年間選挙されるものとする。また、任期は4年で、2期以内と
定められている。
アーカンソー州憲法 - 修正条項73. アーカンソー州任期制限修正条項 § 2(b). 立法機関
アーカンソー州上院は、複数の選挙区の有資格選挙人から4年ごとに選出される議員で構成される。アー
カンソー州上院議員は、4年の任期を2期を超えて務めることはできない。

## 現在の議会構成

2020年に行われた選挙後の、アーカンソー州上院の構成
民主党
共和党
無所属

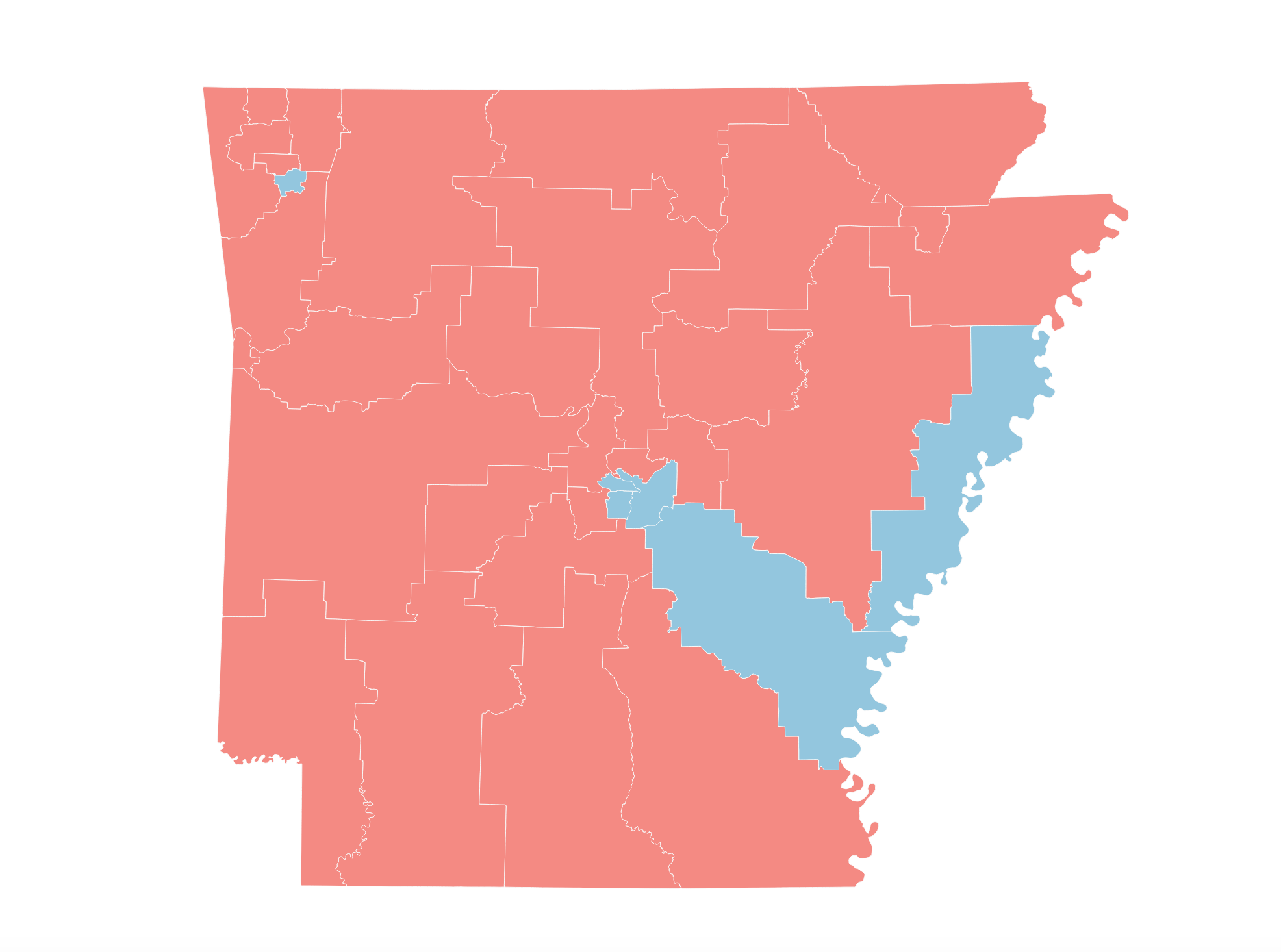
2022年に行われた選挙後の、アーカンソー州上院の構成
共和党
民主党

| 6      |  | 29     |  |
| 民主党 |  | 共和党 |  |

| 所属                    | 政党 (網掛けは多数会派を示す) | 政党 (網掛けは多数会派を示す) |        | 合計 |      |
| ----------------------- | ----------------------------- | ----------------------------- | ------ | ---- | ---- |
| 所属                    |                               |                               |        | 合計 |      |
| 所属                    | 民主党                        | 共和党                        | 無所属 | 合計 | 欠員 |
| 第88議会終了時点 (2012) | 20                            | 15                            | 0      | 35   | 0    |
|                         |                               |                               |        |      |      |
| 第89議会開始時点 (2013) | 14                            | 21                            | 0      | 35   | 0    |
| 第89議会終了時点 (2014) | 13                            | 22                            | 0      | 35   | 0    |
|                         |                               |                               |        |      |      |
| 第90議会開始時点 (2015) | 11                            | 24                            | 0      | 35   | 0    |
| 第90議会終了時点(2016)  | 11                            | 24                            | 0      | 35   | 0    |
|                         |                               |                               |        |      |      |
| 第91議会開始時点 (2017) | 9                             | 26                            | 0      | 35   | 0    |
| 2017年11月15日時点      | 9                             | 25                            | 0      | 34   | 1    |
| 2017年11月16日時点      | 9                             | 24                            | 0      | 33   | 2    |
| 2018年2月9日時点        | 9                             | 23                            | 0      | 32   | 3    |
| 2018年6月19日時点       | 9                             | 25                            | 0      | 34   | 1    |
|                         |                               |                               |        |      |      |
| 第93議会開始時点 (2021) | 7                             | 27                            | 1      | 35   | 0    |
|                         |                               |                               |        |      |      |
| 第94議会開始時点 (2023) | 6                             | 29                            | 0      | 35   | 0    |
| 最新の得票率            | 17%                           | 83%                           | 0%     |      |      |

## 役職
アーカンソー州議会元老院の議長は上院議長が務めるが、上院議長が不在の場合は仮議長が議長を務める。実際には仮議長が議長役を務めるのが一般的である。その他の上院指導部役職には、院内総務、院内幹事、少数党役職がある。委員会の割り当ては、上院規則に従い、年功序列によって決定される。
| 役職                            | 氏名            | 政党       | 選挙区   |
| ------------------------------- | --------------- | ---------- | -------- |
| 上院議長 (アーカンソー州副知事) | Leslie Rutledge | Republican | 全州     |
| 上院仮議長                      | Bart Hester     | Republican | 第33地区 |
| 第1地区仮議長補佐               | Dan Sullivan    | Republican | 第20地区 |
| 第2地区仮議長補佐               | Clarke Tucker   | Democratic | 第14地区 |
| 第3地区仮議長補佐               | Jim Dotson      | Republican | 第34地区 |
| 第4地区仮議長補佐               | Breanne Davis   | Republican | 第25地区 |

### 政党内役職
| 役職           | 氏名               | 政党       | 選挙区   |
| -------------- | ------------------ | ---------- | -------- |
| 多数派院内総務 | Blake Johnson      | Republican | 第21地区 |
| 多数派院内幹事 | Ricky Hill         | Republican | 第11地区 |
| 少数派院内総務 | Greg Leding        | Democratic | 第30地区 |
| 少数派院内幹事 | Linda Chesterfield | Democratic | 第12地区 |

## 委員会
上院内に設置されている委員会は下記のとおりである。
- 農業、林業、経済開発委員会
  - 上院中小企業・経済開発委員会
  - 上院林業・天然資源委員会
- アーカンソー州立法評議会
- 児童・青少年委員会
  - 上院児童・青少年小委員会
- 市・郡・地方問題委員会
- 教育委員会
  - 公立学校職員健康保険小委員会
  - アーカンソー州総合学校改善計画
- 保険・商取引委員会
  - 上院金融機関小委員会
- 司法委員会
  - 上院保健サービス小委員会 (合成マリファナ-K2)
  - 上院裁判所・民法小委員会
  - 上院矯正・刑法・児童扶養小委員会
- 公衆衛生 - 上院少数派保健小委員会
- 公衆衛生 - 上院薬物乱用治療サービス小委員会
- 公衆衛生、福祉および労働委員会
  - 上院労働および環境小委員会
  - 上院人間サービス小委員会
  - 上院保健サービス小委員会
- 歳入および税収委員会
  - 上院経済および税制政策小委員会
  - 上院売上、使用、その他の税および免除小委員会
- 上院規則、決議および記念碑委員会
  - ウィンスロップ ロックフェラー記念小委員会
- 州機関および政府関係委員会
  - 上院選挙法小委員会
  - 州機関および政府関係 - 上院憲法問題小委員会
- 運輸、技術、立法問題委員会
  - 上院水路・航空小委員会
  - 上院自動車・高速道路小委員会

## 上院議員名簿
| 選挙区 | 氏名               | 政党 | 居住地             | 初当選         | 任期満了 | 任期制限 |
| ------ | ------------------ | ---- | ------------------ | -------------- | -------- | -------- |
| 1      | Ben Gilmore        | Rep  | Crossett           | 2020           | 2024     | 2036     |
| 2      | Matt Stone         | Rep  | Camden             | 2022           | 2026     | 2038     |
| 3      | Steve Crowell      | Rep  | Magnolia           | 2022           | 2024     | 2038     |
| 4      | Jimmy Hickey Jr.   | Rep  | テクサーカナ       | 2012           | 2024     | 2028     |
| 5      | Terry Rice         | Rep  | Waldron            | 2014           | 2024     | 2030     |
| 6      | Matt McKee         | Rep  | Pearcy             | 2022           | 2024     | 2038     |
| 7      | Alan Clark         | Rep  | Lonsdale           | 2012           | 2026     | 2028     |
| 8      | Stephanie Flowers  | Dem  | パインブラフ       | 2010           | 2024     | 2026     |
| 9      | Reginald Murdock   | Dem  | Marianna           | 2010           | 2026     | 2026     |
| 10     | Ron Caldwell       | Rep  | Wynne              | 2012           | 2026     | 2028     |
| 11     | Ricky Hill         | Rep  | Cabot              | 2018 (special) | 2026     | 2034     |
| 12     | Linda Chesterfield | Dem  | リトルロック       | 2010           | 2024     | 2026     |
| 13     | Jane English       | Rep  | ノースリトルロック | 2012           | 2026     | 2028     |
| 14     | Clarke Tucker      | Dem  | リトルロック       | 2014           | 2026     | 2032     |
| 15     | Fredrick Love      | Dem  | Mabelvale          | 2010           | 2026     | 2026     |
| 16     | Kim Hammer         | Rep  | Benton             | 2018           | 2026     | 2034     |
| 17     | Mark Johnson       | Rep  | リトルロック       | 2018           | 2024     | 2034     |
| 18     | Jonathan Dismang   | Rep  | Beebe              | 2010           | 2024     | 2026     |
| 19     | David Wallace      | Rep  | Leachville         | 2016           | 2024     | 2032     |
| 20     | Dan Sullivan       | Rep  | ジョーンズボロ     | 2014           | 2024     | 2030     |
| 21     | Blake Johnson      | Rep  | Corning            | 2014           | 2026     | 2030     |
| 22     | John Payton        | Rep  | Wilburn            | 2012           | 2024     | 2028     |
| 23     | Scott Flippo       | Rep  | Mountain Home      | 2014           | 2024     | 2030     |
| 24     | Missy Irvin        | Rep  | Mountain View      | 2010           | 2026     | 2026     |
| 25     | Breanne Davis      | Rep  | Russellville       | 2018 (special) | 2024     | 2034     |
| 26     | Gary Stubblefield  | Rep  | Branch             | 2012           | 2024     | 2028     |
| 27     | Justin Boyd        | Rep  | フォートスミス     | 2014           | 2026     | 2030     |
| 28     | Bryan King         | Rep  | Green Forest       | 2013           | 2026     | 2034     |
| 29     | Jim Petty          | Rep  | ヴァンビューレン   | 2022           | 2024     | 2038     |
| 30     | Greg Leding        | Dem  | フェイエットビル   | 2018           | 2026     | 2034     |
| 31     | Clint Penzo        | Rep  | スプリングデール   | 2016           | 2026     | 2032     |
| 32     | Joshua P. Bryant   | Rep  | ロジャーズ         | 2020           | 2026     | 2036     |
| 33     | Bart Hester        | Rep  | Cave Springs       | 2012           | 2024     | 2028     |
| 34     | Jim Dotson         | Rep  | ベントンビル       | 2012           | 2024     | 2028     |
| 35     | Tyler Dees         | Rep  | Siloam Springs     | 2022           | 2026     | 2038     |